# Auroraceratop
L'auroraceratop (Auroraceratops, "cara banyuda de l'alba") és un gènere de dinosaure ceratop basal que va viure al Cretaci inferior (Aptià). Les seves restes fòssils s'han trobat al nord de la Xina central. L'etimologia del nom genèric fa referència al seu estatus de ceratopsià primerenc i també a Dawn Dodson, la dona de Peter Dodson, un dels paleontòlegs que el van descriure.